# Landesregierung Rauhofer I
Die Landesregierung Rauhofer I unter Landeshauptmann Josef Rauhofer bildete die Burgenländische Landesregierung nach der Landtagswahl 1923. Die Wahl der Landesregierung Rauhofer I durch den Burgenländischen Landtag in der 2. Gesetzgebungsperiode erfolgte am 13. November 1923. Die Landesregierung amtierte ab dem 4. Jänner 1924.
Nach dem Ende der Amtszeit der Landesregierung Rauhofer I wurde Rauhofer 1927 erneut zum Landeshauptmann gewählt.

## Regierungsmitglieder
| Amt                            | Name                 | Partei              | Anmerkungen                 |
| ------------------------------ | -------------------- | ------------------- | --------------------------- |
| Landeshauptmann                | Josef Rauhofer       | CSP                 | hat 2mal demissioniert      |
| Landeshauptmann-Stellvertreter | Ludwig Leser         | CSP                 |                             |
| Landeshauptmann-Stellvertreter | Franz J. Stesgal     | SdP                 | bis 29. April 1925          |
| Landesrat                      | Rudolf Burgmann      | CSP                 | bis 15. Dezember 1926       |
| Landesrat                      | Ernst K. Hoffenreich | SdP                 | bis 29. April 1925          |
| Landesrat                      | Michael Koch         | CSP                 |                             |
| Landesrat                      | Josef Pomper         | LdB                 | ab 9. Februar 1927 für Voit |
| Landesrat                      | Hans Sylvester       | CSP                 |                             |
| Landesrat                      | Ignatz Till          | SdP                 |                             |
| Landesrat                      | Viktor Voit          | Burgenl. Bauernbund | bis 9. Februar 1927         |